# Francesca Bentivoglio
Francesca Bentivoglio (* 18. Februar 1468 in Bologna; † 1504 ebendort) war die Tochter von Giovanni II. Bentivoglio, de facto Herr von Bologna, und Ginevra Sforza, Tochter von Alessandro Sforza, Herr von Pesaro.

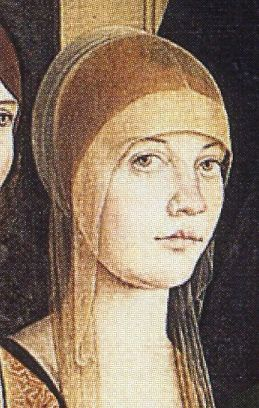
Francesca Bentivoglio auf dem Pala Bentivoglio

## Leben

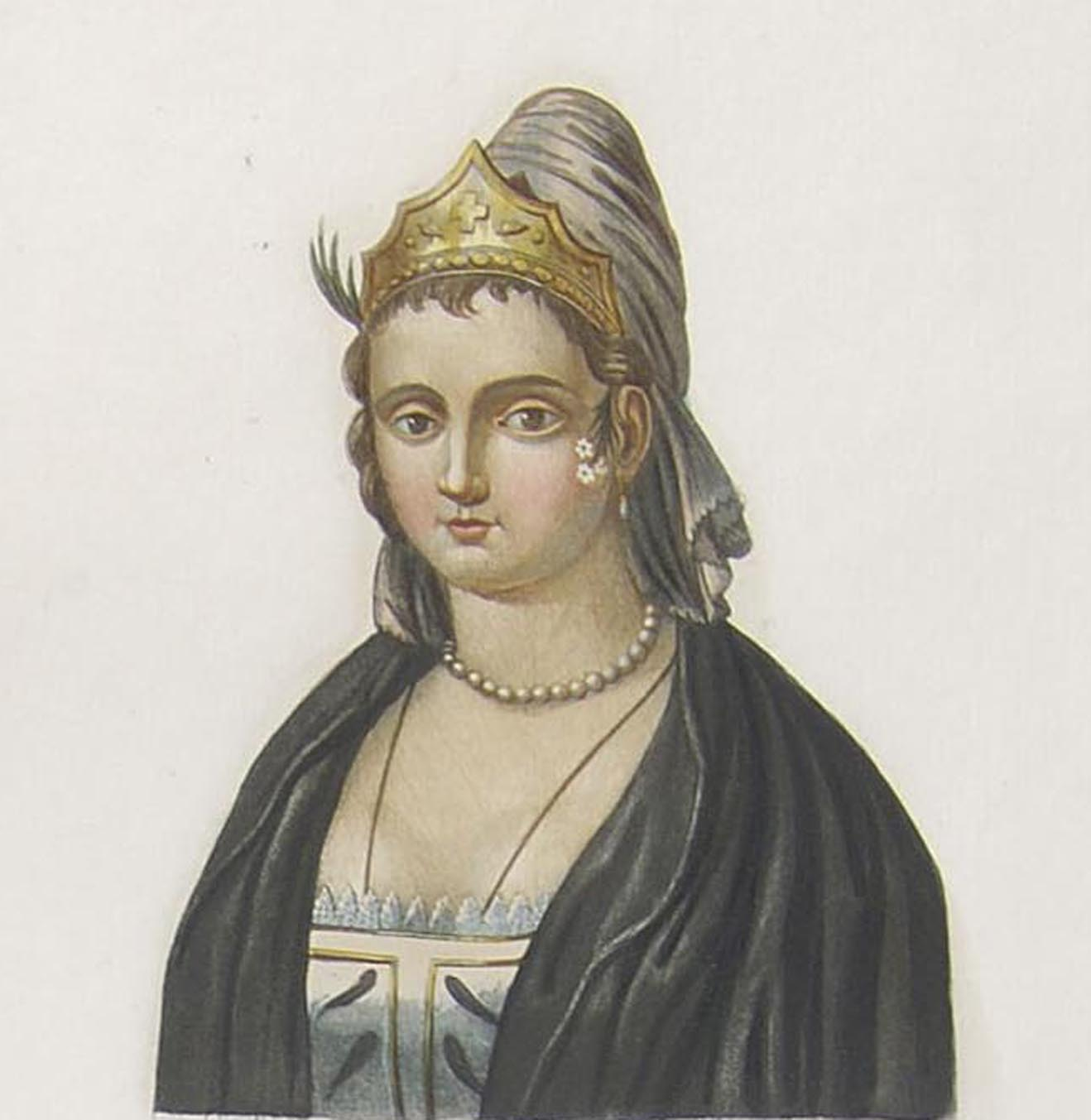
Francesca Bentivoglio

Am 17. Februar 1482 heiratete sie, im Alter von 14 Jahren, in Bologna den Fürsten von Faenza, Galeotto Manfredi, der auch mit seiner Mätresse Cassandra Pavoni, mit der er drei Kinder hatte, in einer Beziehung stand. Am 20. Januar 1485 schenkte Francesca ihrem Mann den gemeinsamen Sohn Astorre (1485–1502), welcher der letzte Manfredi sein sollte, der über Faenza herrschte. Die Beziehungen zwischen dem Paar verbesserten sich jedoch nicht und 1487 verließ Francesca ihren Mann und flüchtete mit ihrem Sohn in das Haus ihres Vaters in Bologna.
Lorenzo de’ Medici, der befürchtete, dass die Familienstreitigkeiten das notwendige politische Bündnis zwischen Bologna und Faenza gegen die Expansionsbestrebungen des Papstes zunichtemachen könnten, ließ Pavoni aus Faenza vertreiben, so dass Francesca im August desselben Jahres zu ihrem Mann zurückkehrte. Doch Bentivoglio war entschlossen Galeotto loszuwerden und heuerte zwei Mörder an, Mengaccio und Rigo da Bologna, die Manfredi am 31. Mai 1488 erstachen. Nach dem Mord flüchtete Francesca in die Festung von Faenza und rief ihren Vater Giovanni zu Hilfe. Dieser eilte mit einer Miliz herbei und rief den jungen Astorre zum neuen Stadtherrn aus.
Es ist nicht sicher, ob dem Mord an Manfredi ein politisches Komplott zugrunde lag, das Giovanni Bentivoglio zur Übernahme der Stadt ausgeheckt hatte, aber die Reaktion der wichtigsten Faenzer Familien ließ nicht lange auf sich warten: Vater und Tochter wurden zunächst inhaftiert und dann aus Faenza vertrieben, während die beiden Mörder hingerichtet und Astorre als Herr von Faenza unter der Regentschaft des Ältestenrates bestätigt wurde.
Cesare Borgia eroberte Faenza im Jahr 1501 und nahm den 17-jährigen Astorre als Gefangenen mit nach Rom, wo er getötet wurde.
Francesca heiratete am 2. November 1492 Guido II. Torelli, der auf den kirchlichen Posten verzichtete und Francescas Bruder Antongaleazzo Bentivoglio den Titel eines apostolischen Protonotars mit den entsprechenden Privilegien verlieh. Seine Tochter Ippolita heiratete im Jahr 1516 den berühmten Gelehrten Baldassare Castiglione.
Francesca ist mit der gesamten Familie Bentivoglio auf dem Altarbild von Lorenzo Costa in der Kirche San Giacomo abgebildet. Die dramatischen Ereignisse um Francesca und ihren Ehemann Manfredi lieferten Vincenzo Monti das Thema für die Tragödie Galeotto Manfredi, in der Galeottos Gemahlin Matilde genannt wird.